# Dirk Boellaard
Dirk Boellaard, né le 6 juillet 1740 à Meerkerk et mort le 22 janvier 1826 à La Haye, est un homme politique néerlandais.

## Biographie
Partisan de la Révolution batave, il devient en 1795 membre de l'assemblée provisoire puis des États de Hollande. Il est élu député modéré de Sliedrecht à la première assemblée nationale batave en février 1796. 